# Infinit

Diferite reprezentări (simboluri) ale conceptului matematic de infinit

Infinit (din latină infinitas — nemărginit; notație: ∞) se referă la mai multe concepte distincte, de obicei legate de ideea de „fără sfârșit” sau „mai mare decât cel mai mare lucru la care te poți gândi”, care apar în filozofie, matematică, teologie, dar și în viața cotidiană.
În matematică, infinitul este deseori folosit ca număr (de ex. el numără sau măsoară lucruri). Infinitul este relevant în legătură cu limite matematice, Paradoxul lui Russell, numere hiperreale ș.a. În mod neașteptat s-a putut dovedi că, luate după bogăția lor de membri (cardinalitate), există mai multe feluri de mulțimi infinite.
În filozofie, infinitul se referă la spațiu și timp, precum în prima antinomie a lui Kant. Atât în teologie cât și în filozofie, infinitul apare în concepte precum „absolut”, „Dumnezeu” și „Paradoxurile lui Zenon”.
Forma caracterul folosit pentru infinit {\displaystyle \infty } este foarte asemănătoare cu o Analemnă aceasta constituind cel mai probabil și sursa de inspirație pentru el.

## Analiza matematică

### Numere reale

La numerele raționale, fracțiile zecimale respective sunt periodice, prezentând o repetiție infinită

În analiza reală simbolul {\displaystyle \infty }, numit „infinit”, denotă o valoare nelimitată. Expresia {\displaystyle x\rightarrow \infty }, care se citește „x tinde la infinit”,  înseamnă că numărul real „x” poate crește suficient de mult pentru a depăși orice număr natural ales anterior; în mod asemănător, {\displaystyle x\rightarrow -\infty } înseamnă că valoarea lui x poate scădea suficient de mult, astfel încât să devină mai mică decât orice număr întreg ales anterior.
Dacă f(t) ≥ 0 pentru fiecare „t”, atunci:
- {\displaystyle \int _{a}^{b}\,f(t)\ dt\ =\infty } înseamnă că graficul funcției f(t) între A și B nu mărginește o arie finită (funcția are o discontinuitate în intervalul [A, B]);
- {\displaystyle \int _{-\infty }^{\infty }\,f(t)\ dt\ =a} înseamnă că suprafața totală dintre graficul lui f(t) și axa numerelor reale este finită și egală cu „a”;
- {\displaystyle \int _{-\infty }^{\infty }\,f(t)\ dt\ =\infty } înseamnă că aria totală de sub graficul lui f(t) este infinită (nu poate fi limitată).

### Numere complexe
Ca și în analiza reală, în analiza complexă simbolul {\displaystyle \infty }, numit de asemenea „infinit”, denotă o valoare nelimitată. În schimb, întrucât un număr complex nu poate avea semn, există o singură valoarea „infinit”. {\displaystyle x\rightarrow \infty } înseamnă că modulul lui x crește spre {\displaystyle +\infty } (ca număr real). Planul complex extins cu „punctul de la infinit” se poate proiecta pe o sferă, formând sfera Riemann.